# 中国人民政治协商会议第十三届全国委员会各专门委员会
中国人民政治协商会议第十三届全国委员会各专门委员会是中国人民政治协商会议第十三届全国委员会设立的专门委员会，主任、副主任名单由中国人民政治协商会议第十三届全国委员会常务委员会会议通过，委员名单由主席会议通过，任期由2018年3月至2023年3月。
2018年3月16日中国人民政治协商会议第十三届全国委员会常务委员会第一次会议通过《中国人民政治协商会议第十三届全国委员会常务委员会关于设置专门委员会的决定》，决定中国人民政治协商会议第十三届全国委员会设置10个专门委员会：提案委员会、经济委员会、农业和农村委员会、人口资源环境委员会、教科卫体委员会、社会和法制委员会、民族和宗教委员会、港澳台侨委员会、外事委员会、文化文史和学习委员会。
2018年3月15日中国人民政治协商会议第十三届全国委员会第一次主席会议通过中国人民政治协商会议第十三届全国委员会各专门委员会委员名单（618名）。2018年3月16日中国人民政治协商会议第十三届全国委员会常务委员会第一次会议通过中国人民政治协商会议第十三届全国委员会各专门委员会主任、副主任名单（133名）。

## 提案委员会
2018年3月16日通过主任、副主任12名：
- 主任：李智勇
- 副主任（按姓氏笔画排序）：王惠贞（女）、支树平、田杰（驻会）、李晓全、胡四一、郭庚茂、黄荣、戚建国、蒋定之、赖明、臧献甫[3]

2018年3月15日通过委员67名：
- 委员（按姓氏笔画排序）：马建中、王锋、王大明、王小川、王小民、王子豪、王世元、王志国（满族）、王海京、牛占华、牛克成、方来英、石爱中、田惠光（女）、白重恩、冯远、宁高宁、司马红（女）、吕耀东、任启亮、刘旭、刘焱（女）、刘利民、刘起涛、刘强东、关峡（满族）、许进、孙来燕、李武、李国、李健、李健（侗族）、李有毅（女）、杨朝明、连玉明、吴刚（特邀界）、何建中、余兴安、沈国军、张健（体育界）、张少明、张兴凯、张连起、张述元、张京泽、张政文、张海文（女）、陈双（女）、陈钢、陈明金、陈萌山、周永健、郑大发（土家族）、赵毅武、荣洋、侯贺华、骆沙鸣、贾楠（女）、凌锋（女）、高峰（台联界）、黄西勤（女）、董强、蒋兴伟、蒋建东、湛如、谭跃、潘路[2]

2018年6月27日增补：
- 驻会副主任：陈因

2018年6月27日免职：
- 驻会副主任：田杰

2021年3月3日增补：
- 驻会副主任：张敬安

2021年3月3日免职：
- 驻会副主任：陈因

2023年1月17日免去：
- 驻会副主任：张敬安

## 经济委员会
2018年3月16日通过主任、副主任17名：
- 主任：尚福林
- 副主任（按姓氏笔画排序）：于广洲、王宜林、冯健身、刘世锦、刘利华、孙思敬、苏波、杨伟民、陈雨露、林毅夫、房爱卿、侯建民（驻会）、容永祺、黄志祥、曹培玺、崔世昌[3]

2018年3月15日通过委员72名：
- 委员（按姓氏笔画排序）：丁磊、马国湘、王一鸣、王寿君、王志雄、王建沂、王银香（女）、卢山、卢春房、叶青、冯艺东、吕子军、江碧彤、刘伟（北京）、刘尚希、刘明忠、刘绍勇、许家印、孙瑞标、芮晓武、苏军、李志军、李明星（朝鲜族）、李彦宏、李晓鹏、李稻葵、杨汭、杨正国、杨成长、杨明生、肖钢、何文波（满族）、宋鑫、张力（经济界）、张野、张小影（女）、张桂平、陈东、陈志列、林定强、竺延风、金李、周延礼、周桐宇（女）、周鸿祎、郑之杰、郑跃文、孟凤朝、赵海英（女）、胡晓炼（女）、胡德兆、南存辉、郜风涛、姜洋、贺强（满族）、袁亚非、贾晓炜、钱克明、钱颖一、徐和谊（回族）、高选民、高培勇、唐复平、黄丹华（女）、曹志安、常振明、阎峰、屠光绍、葛红林、蓝逢辉、詹纯新、翟美卿（女）[2]

2018年8月22日增补：
- 副主任：宋秀岩[4]

2020年4月过世：
- 驻会副主任：侯建民

2020年8月27日增补：
- 副主任：毕井泉、苗圩

2020年8月27日任命：
- 驻会副主任：张效廉

2021年3月3日增补：
- 副主任：钟山、夏德仁、韩长赋

2022年3月2日增补：
- 副主任：付志方、宁吉喆

2022年5月过世：
- 副主任：冯健身

2022年6月22日增补：
- 副主任：马建堂、冯正霖、谢伏瞻

2023年1月17日免去：
- 驻会副主任：张效廉

## 农业和农村委员会
2018年3月16日通过主任、副主任13名：
- 主任：罗志军
- 副主任（按姓氏笔画排序）：马中平、王侠（女）、王冬胜、杜宇新、吴晓青（满族）、张勇、张志勇、张建龙、陈雷、陈晓华、胡盛寿、薛延忠[3]

2018年3月15日通过委员65名：
- 委员（按姓氏笔画排序）：于革胜、万建民、马旭林（东乡族）、王权、王静（女）、王义军、王召明（蒙古族）、王林旭、王明珠（女）、王晓峰、方精云、孔星隆、邓蓉玲（女）、龙墨（女）、尼玛扎西（藏族）、吕国泉、朱水芳、朱定真、乔晓玲（女，满族）、仲志余、刘凤之、刘东生、刘永好、刘俊来、许瑞明、孙承业、麦康森、严之尧、李恺（女）、李成贵、李朋德、杨玉成、杨忠岐、肖仲凯、肖新月（女）、何一心、余欣荣、闵庆文、宋丰强、宋建朝、张兴赢、张改平、张洪春、陆桂华、陈化兰（女）、陈百灵（女，满族）、陈荣书、青觉（土族）、范国强、周慕冰、种康、莫荣（苗族）、夏涛、柴强、徐海斌、黄艳（女）、曹晓风（女）、崔丽（女）、葛全胜、董恒宇、蒋平安、焦红（女）、温思美、解学智、霍学喜[2]

2018年11月30日增补：
- 驻会副主任：张效廉

2020年8月27日任命：
- 驻会副主任：梁晔

2020年8月27日免职：
- 驻会副主任：张效廉

2020年9月5日车祸遇难：
- 委员：尼玛扎西

2021年3月3日增补：
- 副主任：刘永富

2021年6月23日增补：
- 副主任：王晓东

## 人口资源环境委员会
2018年3月16日通过主任、副主任14名：
- 主任：李伟
- 副主任（按姓氏笔画排序）：王培安、印红（女）、任亚平、刘华、刘雅鸣（女）、江桂斌、杨松、张宝顺、施荣怀、姜大明、聂卫国、高波（驻会）、黄跃金[3]

2018年3月15日通过委员64名：
- 委员（按姓氏笔画排序）：丁金宏、马永生、王天戈、王训练、王光谦、王明弹、卢纯、白岩松（蒙古族）、冯川建、兰云升、朱奕龙、朱新胜、刘屹、刘炳江、刘振宇（科协界）、关天罡（女，满族）、池慧（女）、汤搏、宇如聪、严彬、严慧英（女）、李卫、李洪、李长进、李原园、杨卫、杨书兵、杨建平（经济界）、杨维刚、岑旭、邱小琪、何广顺、余德辉、谷树忠、沈瑾（满族）、张澍、张红文、张来斌、张树华、张复明、张桃林、陆福恩、陈利顶、陈星莺（女）、武钢、武献华、周勇、周剑平（农业界）、郑永飞、侯一筠、施小明、姜耀东、贺丹（女，土家族）、钱天林、凌文、凌振国、黄润秋、曹卫星、舒印彪、温香彩（女）、蔡其华（女）、臧安民、廖永林、谭瑞松[2]

2020年8月27日增补：
- 副主任：胡泽君

2020年11月11日免去：
- 驻会副主任：高波

2021年3月3日增补：
- 驻会副主任：欧青平
- 副主任：鄂竟平

2021年6月23日免去：
- 副主任：刘华

2021年9月1日增补：
- 副主任：潘立刚

2022年3月2日增补：
- 副主任：韩勇

2022年6月22日增补：
- 副主任：张纪南

## 教科卫体委员会
2018年3月16日通过主任、副主任16名：
- 主任：袁贵仁
- 副主任（按姓氏笔画排序）：丛兵（驻会）、冯建中、朱之文、孙咸泽、吴国祯、吴昌德、张茅、张连珍（女）、徐惠彬、殷晓静（女）、曹健林、曹雪涛、常荣军、程红（女）、蔡威[3]

2018年3月15日通过委员65名：
- 委员（按姓氏笔画排序）：丁洁（女）、于圣臣、于鲁明、马景林、王欢（女）、王辰、王琛、王晶（女）、王宁利、王励勤、王松灵、王建业、卞志良、邓中翰、田刚、包为民、邢念增、刘玉村、池建、孙宝国、孙铁英（女，满族）、李冬晶（女）、李守镇、李秀华（女）、李国勤、杨扬（女）、杨宇飞（女）、杨爱明、吴伟仁、吴碧霞（女）、张雪（女）、张俊廷、陈再方、陈仲强、武向平、林野、林蕙青（女）、罗永章、季加孚、周建平（科技界）、孟安明、赵长禄、赵进东、赵瑞华（女）、柳茹（女）、俞敏洪、饶子和、饶克勤、姜玉新、姚明、姚树坤、顾行发、徐安龙、徐晓兰（女）、高福、唐旭东、黄宇光、程建平、谢敏豪、管培俊、樊杰、樊庆斌、潘建伟、霍勇、戴希立[2]

2020年11月11日增补：
- 副主任：李宝善、蔡名照

2021年6月23日增补：
- 副主任：王京清

2021年9月1日增补：
- 副主任：袁曙宏

2022年3月2日增补：
- 副主任：尚勇、柯尊平

2022年6月22日增补：
- 副主任：宋涛

2022年6月22日免去：
- 委员：于鲁明

2022年8月24日增补：
- 驻会副主任：刘慧

2022年8月24日免去：
- 驻会副主任：丛兵

2023年1月17日免去：
- 驻会副主任：刘慧

## 社会和法制委员会
2018年3月16日通过主任、副主任14名：
- 主任：沈德咏
- 副主任（按姓氏笔画排序）：尹蔚民、吕忠梅（女，驻会）、乔传秀（女）、邱达昌、张帆、张季、陈进行、陈智敏、郝赤勇、徐敬业、高小玫（女）、焦开河、强卫[3]

2018年3月15日通过委员61名：
- 委员（按姓氏笔画排序）：马学平、王阳、王滨、王少军、王光贤、王贵国、邓纯东、皮剑龙、成平（女）、吕红兵、朱征夫、朱新力、刘月宁（女）、刘红宇（女）、刘振宇（社科界）、汤维建、孙洁（女）、孙谦、严望佳（女）、苏绍聪、李大进、李少平、李汉宇、李庆忠、李迎新（女，满族）、李晓峰、杨克勤、杨莉珊（女）、吴玉良、何伟、何蓉（女）、何志敏、佘德聪、张华荣、张雪樵、陈义兴、杭元祥、周群飞（女）、房建国、孟庆丰、赵大程、赵长茂、胡汉清、柯希平、段余应、姜伟、姜建初、费薇（女）、徐平、徐晓、郭文圣（回族）、黄宝荣、黄浩涛、曹义孙、崔郁（女）、阎晓明、董瑞、傅军、谢双成、甄贞（女）、魏青松[2]

2019年6月20日免职：
- 副主任：陈进行

2019年11月7日增补：
- 副主任：黄树贤

2020年5月19日增补：
- 副主任：邱学强、傅政华

2020年11月11日增补：
- 副主任：王尔乘

2021年3月3日增补：
- 副主任：徐立全

2021年11月24日免职：
- 副主任：傅政华

2022年6月22日免职：
- 主任：沈德咏

2022年8月24日增补：
- 副主任：黄明

## 民族和宗教委员会
2018年3月16日通过主任、副主任12名：
- 主任：王伟光
- 副主任（按姓氏笔画排序）：马英林、仁青加（藏族）、全哲洙（朝鲜族）、齐同生、李光富、杨小波（驻会）、杨发明（回族）、罗正富（彝族）、罗黎明（壮族）、学诚、傅先伟[3]

2018年3月15日通过委员61名：
- 委员（按姓氏笔画排序）：于文明、马跃祥（回族）、王红（女，满族）、王健、王文杰（回族）、王永庆、王秀军（女）、牛汝极、心澄、甲热·洛桑丹增（藏族）、代俊峰（回族）、白庚胜（纳西族）、印乐、朴英（女，朝鲜族）、达久木甲（彝族）、刘元龙、刘建新、刘晓梅（女，蒙古族）、安七一、安阿玥（回族）、李山（宗教界）、杨保建（白族）、吴巍、吴世忠（苗族）、何成钢、沈斌、张波（女）、张风雷、张凤林、张星星、阿地里江·阿吉克力木（维吾尔族）、陈霞（女）、陈改户、妙江、帕松列龙庄勐（傣族）、郑钢淼、宗性、房兴耀、赵雯（女）、胡诚林、胡雪峰（蒙古族）、珠康·土登克珠（藏族）、班禅额尔德尼·确吉杰布（藏族）、晓敏（女，蒙古族）、徐晓鸿、高峰（宗教界）、唐诚青、黄至安（女）、黄信阳、鄂义太（蒙古族）、彭勇、董经纬、释宽运（蒙古族）、鲁昕（女）、蒙启良（苗族）、雷世银、雷后兴（畲族）、詹思禄、阚保平、樊绪银、潘鲁生[2]

2018年11月30日免职：
- 副主任：学诚

2020年5月19日增补：
- 副主任：邓宗良

2021年3月9日过世：
- 副主任：仁青加

2022年3月2日增补：
- 副主任：多杰热旦、张裔炯、蒋建国

2022年6月22日增补：
- 驻会副主任：隋青

2022年6月22日免职：
- 驻会副主任：杨小波

2022年8月24日增补：
- 副主任：苟仲文

## 港澳台侨委员会
2018年3月16日通过主任、副主任12名：
- 主任：朱小丹
- 副主任（按姓氏笔画排序）：于迅、吕虹（女，驻会）、闫小培（女）、吴国华（女）、陈元丰、林健锋、贺定一（女）、耿惠昌、黄兰发、康晓萍（女）、裘援平（女）[3]

2018年3月15日通过委员51名：
- 委员（按姓氏笔画排序）：王阶、王明凡、王贵齐、王䓪鸣（女）、王鹏杰、邓声明、龙子明、冯丹龙（女）、邢书成、朱鼎健、庄绍绥、刘悦伦、刘雅煌、许怡（女）、孙文清、李大壮、李月华（女）、李文俊、李民斌、李卓彬、李贤义、李霭君（女）、杨志红（女，回族）、杨毅周、吴志良、吴换炎、张健（特邀界）、张裕、张国荣、张学修、陈红天、林智敏（女）、岳世鑫、周春玲（女）、钟小健、秦卫江、夏潮、高杰、黄若虹、黄英豪、黄楚标、常大光、梁树森、梁满林、舒心、葛华勇、曾智明、潘新洋、霍启刚、戴北方、魏英杰[2]

2019年3月1日任命：
- 驻会副主任：尹宗华

2019年3月1日免职：
- 驻会副主任：吕虹

2021年3月3日增补：
- 驻会副主任：邓小清

2021年3月3日免职：
- 驻会副主任：尹宗华

2022年8月24日增补：
- 驻会副主任：王伟
- 副主任：许又声

2022年8月24日免职：
- 驻会副主任：邓小清

## 外事委员会
2018年3月16日通过主任、副主任8名：
- 主任：楼继伟
- 副主任（按姓氏笔画排序）：孔泉、刘洪才、李保东、杨雄、金学锋（驻会）、梁亮胜、韩方明[3]

2018年3月15日通过委员48名：
- 委员（按姓氏笔画排序）：马正其、王文银、王众一、王树成、孔铉佑（朝鲜族）、石柯、叶大波、曲星、吕滨、刘卓明、刘跃进、江广平、孙毅彪、李一（蒙古族）、李谠（女）、李建红、李惠来、李瑞宇、杨光斌、杨燕怡（女）、邹磊、宋敬武、张劲、张明、张立辉、张宇燕、张建国（对外友好界）、陈宗、季志业、周力、周汉民、周树春、郑秉文、孟宏伟、赵松（女，满族）、莫天全、贾庆国、顾学明、徐念沙、徐绿平（女）、奚国富、高燕（女）、郭卫民、唐朝、崔昌军、章启月（女）、曾钫、魏海生[2]

2018年10月26日撤职：
- 委员：孟宏伟

2018年11月30日免职：
- 驻会副主任：金学锋

2019年3月1日任命：
- 驻会副主任：王民

2021年4月12日逝世：
- 副主任：杨雄

2023年1月17日增补：
- 副主任：刘结一

## 文化文史和学习委员会
2018年3月16日通过主任、副主任15名：
- 主任：宋大涵
- 副主任（按姓氏笔画排序）：丁伟、王世明、王国强、王儒林、叶小文、吕世光、刘佳义、刘福连、孙庆聚、陈际瓦（女）、陈惠丰（驻会）、修福金、高敬德、阎晓宏[3]

2018年3月15日通过委员65名：
- 委员（按姓氏笔画排序）：丁元竹、于殿利、万捷、马志伟（满族）、王亚民、王春法、王晓龙、王黎光、叶小钢、冯巩、冯小刚、巩汉林、成龙、毕京京、吕成龙、吕逸涛、吕章申、朱妍（女）、朱乐耕、刘广、刘恒、刘玉婉（女）、安来顺、李明华、李前光（蒙古族）、杨孟飞、吴为山、吴尚之、吴洪亮、宋纪蓉（女）、迟小秋（女）、张威、张斌、张光北、张自成、张宏志、张凯丽（女）、张建国（文艺界）、张妹芝（女）、张树军、张首映、张颐武、陈来、陈红彦（女）、陈洪武、陈崎嵘、范迪安、郑晓龙、茸芭莘那（女，普米族）、胡孝汉、侯光明、俞金尧、贺云翱、袁靖、袁慧琴（女）、徐里、郭运德、席强、海霞（女，回族）、戚建波、阎晶明、韩庆祥、韩新安、鲁景超（女）、霍建起[2]

2018年6月27日增补：
- 驻会副主任：刘晓冰

2018年6月27日免职：
- 驻会副主任：陈惠丰

2020年8月27日增补：
- 副主任：雒树刚

2021年3月3日增补：
- 副主任：李玉赋

2021年9月1日增补：
- 副主任：陈宝生、钱小芊

2022年3月2日增补：
- 副主任：张昌尔
- 驻会副主任：胡纪源

2022年3月2日免职：
- 驻会副主任：刘晓冰

2022年6月22日增补：
- 副主任：何平、聂辰席